# Forbidden Voices
Forbidden Voices is een nummer van de Nederlandse dj Martin Garrix uit 2015.
Het nummer behaalde de hitlijsten in Nederland en Frankrijk. In de Nederlandse Top 40 werd een bescheiden 35e positie gehaald.